# 神鹄鸟属
神鹄鸟属（学名：Kookne）是种生存于晚白垩世的史前鸟类。只有山神鹄鸟（Kookne yeutensis）一个已知物种，是从阿根廷圣克鲁斯省晚白垩世（马斯特里赫特期）的乔里略组发现的一块喙骨获知的。